# Supercoppa italiana 2001
La Supercoppa italiana 2001, denominata Supercoppa TIM per ragioni di sponsorizzazione, è stata la 14ª edizione della competizione disputata il 19 agosto 2001 allo stadio Olimpico di Roma. La sfida è stata disputata tra la Roma, vincitrice della Serie A 2000-2001, e la Fiorentina, detentrice della Coppa Italia 2000-2001.
La vittoria arrise ai giallorossi, che sconfissero i viola con un pesante 3-0.

## Partecipanti
| Squadre    | Qualificazione                         | Partecipazioni precedenti (il grassetto indica la vittoria) |
| ---------- | -------------------------------------- | ----------------------------------------------------------- |
| Roma       | Vincitore della Serie A 2000-2001      | 1 (1991)                                                    |
| Fiorentina | Vincitore della Coppa Italia 2000-2001 | 1 (1996)                                                    |

## Tabellino
| Arbitro: | Cesari (Genova) |

|                                   |           |  |
| Candela 5’ Montella 54’ Totti 80’ | Marcatori |  |

| Roma | Fiorentina |

| Roma            |    |                     |     |
|                 |    |                     |     |
| POR             | 80 | Ivan Pelizzoli      |     |
| DC              | 15 | Jonathan Zebina     |     |
| DC              | 19 | Wálter Samuel       |     |
| DC              | 3  | Antônio Carlos Zago |     |
| TOD             | 7  | Diego Fuser         | 67’ |
| CEN             | 17 | Damiano Tommasi     |     |
| CEN             | 8  | Marcos Assunção     | 81’ |
| TOS             | 32 | Vincent Candela     |     |
| TRQ             | 10 | Francesco Totti (C) |     |
| ATT             | 20 | Gabriel Batistuta   |     |
| ATT             | 9  | Vincenzo Montella   | 61’ |
| A disposizione: |    |                     |     |
| POR             | 1  | Francesco Antonioli |     |
| DC              | 23 | Sebastiano Siviglia |     |
| CEN             | 25 | Gianni Guigou       | 67’ |
| CEN             | 5  | Francisco Lima      |     |
| ATT             | 16 | Abel Balbo          | 81’ |
| ATT             | 24 | Marco Delvecchio    | 61’ |
| ATT             | 18 | Antonio Cassano     |     |
| Allenatore:     |    |                     |     |
| Fabio Capello   |    |                     |     |

| Fiorentina      |    |                       |             |
|                 |    |                       |             |
| POR             | 1  | Giuseppe Taglialatela |             |
| TD              | 7  | Angelo Di Livio (C)   | Ammonizione |
| DC              | 3  | Daniele Adani         |             |
| DC              | 23 | Alessandro Pierini    |             |
| TS              | 13 | Emiliano Moretti      |             |
| CLD             | 19 | Marco Rossi           |             |
| CEN             | 5  | Sandro Cois           | 61’         |
| TRQ             | 10 | Domenico Morfeo       |             |
| CEN             | 77 | Roberto Baronio       | 67’         |
| CLS             | 20 | Enrico Chiesa         |             |
| ATT             | 21 | Nuno Gomes            | 81’         |
| A disposizione: |    |                       |             |
| POR             | 30 | Alex Manninger        |             |
| DC              | 27 | Andrea Tarozzi        | 67’         |
| DC              | 15 | Alessandro Agostini   |             |
| CEN             | 14 | Mirko Benin           |             |
| CEN             | 18 | Riccardo Taddei       |             |
| CEN             | 17 | Ezequiel González     | 81’         |
| ATT             | 6  | Leandro Amaral        | 61’         |
| Allenatore:     |    |                       |             |
| Roberto Mancini |    |                       |             |